# Hydarnès Ier
Hydarnès Ier (en vieux perse : 𐎻𐎡𐎭𐎼𐎴, en grec ancien : Ιδηρνης Αʹ, et en arménien : Հիդարնես Ա), également connu sous le nom de Hydarnès l'Ancien, est un satrape perse de l'époque achéménide appartenant à la dynastie des Hydarnides, qui dirige l'Arménie.
Il est l'un des sept nobles perses qui portèrent Darius Ier sur le trône après avoir tué Bardiya.

## Biographie
Hydarnès Ier est le fils de Bagabigna (sh), un noble persan qui vivait au milieu du VIe siècle av. J.-C. et qui est le premier membre de la dynastie Orontide d'Arménie, dynastie qui servit l'Empire perse jusqu'à la fin de la dynastie achéménide.

### Renversement de Bardiya
Pour un article plus général, voir Bardiya.
Cyrus le Grand, fondateur de l'empire perse achéménide, préfère Cambyse II comme héritier plutôt que son plus jeune fils Bardiya.

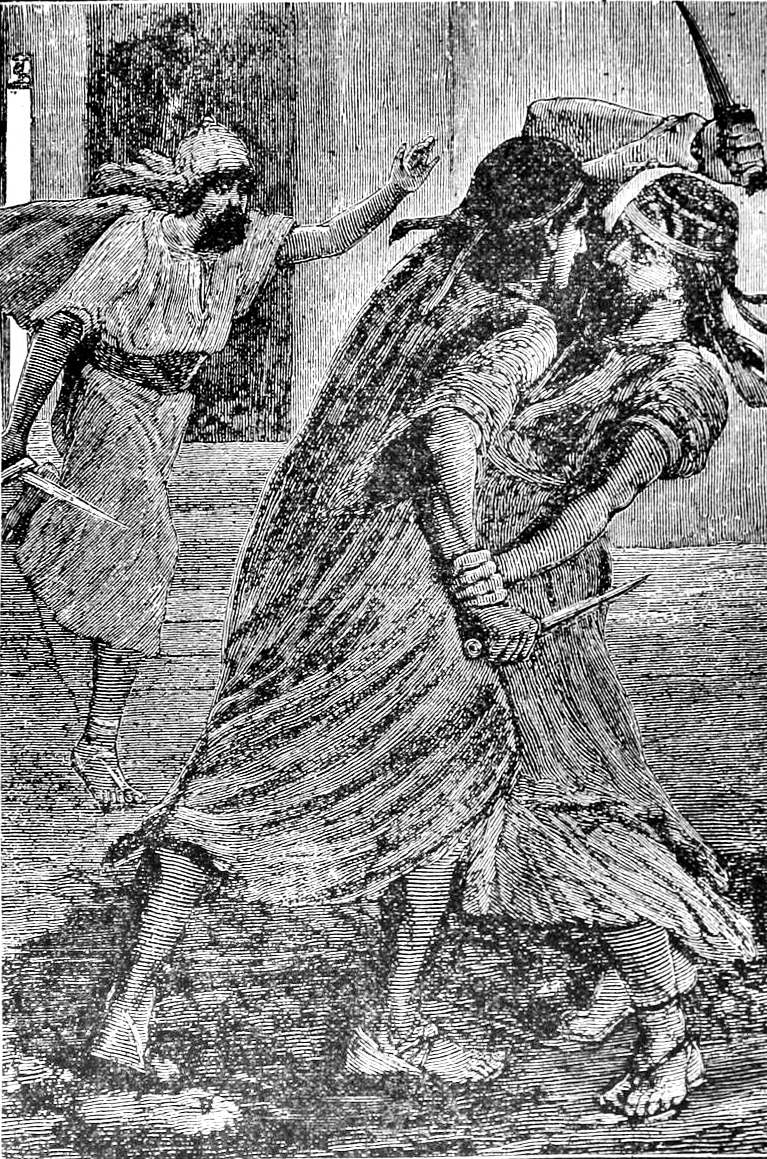
Gobryas se battant contre Bardiya.

Bardiya devient Satrape de provinces à l'Est de l'Empire. En 522 av. J.-C., Bardiya ou une personne se faisant passer pour lui (Gaumata) se soulève contre l'autorité despotique de Cambyse II. Selon Hérodote, il est bien accueilli par la population.
Au début de l'été -522, Cambyse meurt en Syrie, alors qu'il se dirige vers la Perse. Bardiya ou Gaumata est déclaré Grand Roi de l'empire Perse, ce qui mécontente profondément l'aristocratie perse.
Selon Hérodote, Otane, un noble de Perse, soupçonnant le roi de ne pas être le frère de Cambyse, en discute avec Aspathines (en) et Gobryas, « qui étaient les premiers d'entre les Perses, et sur la foi desquels il comptait le plus ». Chacun s'associe à un noble Perse en qui il avait le plus confiance: Otane avec Intapherne, Gobryas avec Mégabyse, et Aspathines avec Hydarnès Ier.
Les six complottent alors pour se débarrasser de l'usurpateur. Un septième noble, Darius, arrive à la capitale peu de temps après, et se joint au groupe. Le 29 septembre 522 av. J.-C., les sept conspirateurs forcent le passage pour accéder à la chambre du roi et tandis que cinq s'occupent des gardes, Darius et Mégabyse (ou Gobryas) tuent Bardiya.
Cinq jours plus tard, les sept se réunissent à nouveau pour discuter de la forme de gouvernement la plus appropriée. Après quelques discussions sur les mérites de la démocratie (proposée par Otane) et de l'oligarchie (proposée par Mégabyse) et de la monarchie (proposée par Darius), quatre des sept votent en faveur d'une monarchie. Ils décident alors d'organiser un concours par lequel celui qui a fait hennir son cheval le premier après le lever du soleil deviendra roi. Darius triche et monte sur le trône.

### Descendance
Pour récompenser Hydarnès de ses mérites, il est nommé satrape d'Arménie, à titre semi-héréditaire. Ses deux fils sont nommés Satrapes de provinces de l'Empire perse.
Hydarnès II dit le Jeune (480-428 av. J.-C.) succéda à son père comme satrape de Médie, tandis que Sisamno est nommé satrape d'Arie. Tous deux prennent part à l'expédition de Xerxès contre la Grèce en 485 av. J.-C., où Hydarnès le Jeune commande les Immortels (la garde personnelle des empereurs perses) et Sisamno des contingents aryens.
Le fils d'Hydarnes le Jeune, Hydarnès III (?-410 av. J.-C.), est satrape d'Arménie sous Darius II.

## Célébration duYervandakan
Hidarnès Ier est connu pour avoir mis en place la célébration de Yervandakan au nom de sa dynastie (les Hydarnides, dont descendent la dynastie Orontide). La fête était dédiée à la dynastie des Orontides, à la ville de Van (appelée à l'époque Yervandakan) au lac de Van et aux gorges de Hayion Canion.

## Famille

### Mariage et enfants
De son mariage avec une femme inconnue, il eut :
- Hydarnès II ;
- Sisamnès.